# クレテック

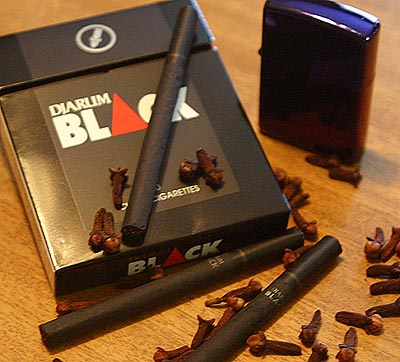
国際的に有名な紙巻きクレテック（クローブたばこ）のブランドであるジャルム

クレテック（インドネシア語: Kretek、[ˈkrɛtɛk]）とはタバコ葉にクローブや他の香料を混ぜたタバコで、主にインドネシアで吸われている。

## 概要
「kretek」という言葉はクローブを燃やす時に発する有響音を表す擬声語の言葉である。ジャワ島のクドゥス在住のハジ・ジャマーリ(Haji Jamahri)が1880年代初期に気管支喘息の治療としてクローブのオイゲノールを肺に到達させるためにクレテックを作った。ジャマーリはオイゲノールが自身の胸痛を治してくれると信じ、商品化し村の市場で売りだそうとしたが、その前に肺癌で死去した。M・ニティセミト(M. Nitisemito)が彼の土地を取得し新しいタバコの商業展開を始めた。現在、インドネシアでクレテック製造に従事する人は18万人以上で、さらに1000万人もの間接的な雇用を生み出している。
インドネシアでクレテックはその喫味が非常に好まれ、またクレテックではないタバコ（白たばこ rokok putih）と比べて部分的ながら税制上優遇されるため、喫煙者の90%以上がクレテックを吸っている。またインドネシアには大手やローカル合わせて100ものクレテック製造業者があり、国際的に知られているブランドにはインドネシアが起源のサンポルナ、ベントール、ジャルム、グダン・ガラム、ウィズミラクなどがある。
アメリカ合衆国のナット・シャーマンも「ア・タッチ・オブ・クローブ」(A Touch of Clove)というブランドを販売しているが、実際はタバコ葉にクローブの香辛料を混ぜるのではなく、フィルター内にクローブの香りが入った小さいクリスタルを入れていることから本物のクレテックではないとされる。

## 歴史

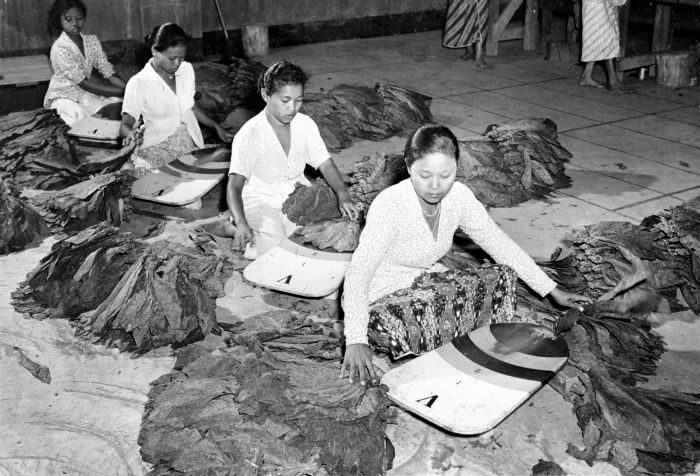
ジャワ島でのタバコの葉を仕分ける作業。タバコは植民地時代にオランダから伝来した。

クレテックの始まりは19世紀後期にまで遡る。クレテックを考案したのはインドネシアの中部ジャワ州にあるクドゥスの町の住人であったハジ・ジャマーリである。胸の痛みに苦しんでいたジャマーリは痛みを抑えるために自身の胸にクローブオイルを擦り付けていた。また、痛みをより抑える方法や乾燥させたクローブの芽とゴムの木の樹液を加えた手作りのタバコを吸う方法を模索していた。この逸話によれば、彼の喘息と胸痛はすぐに治ったとされ、この治癒方法は彼の隣人に広まっていき、クローブタバコは「ロコッ・チェンケ」(rokok cengkeh 丁字たばこ)の名で薬局で販売されるようになった。このように当初は治療薬としてクレテックは内外に広まっていった。
その後、地方では特定のブランド、パッケージの無い注文もしくは生産における原料の制限の中で販売するために手巻きのクレテックが使われていた。クドゥスに住むニティセミト(Nitisemito)はクレテックの販売をするための数々のアイデアを持ち、他の業者に先駆けて1906年に初めてのブランドであるバル・ティガを発売し、エンボス加工の包装や宣伝材料の無償提供といった前例のない販売手法で大きな成功を収めた。しかし営業生産は1930年代まで本格的に行わなかった。

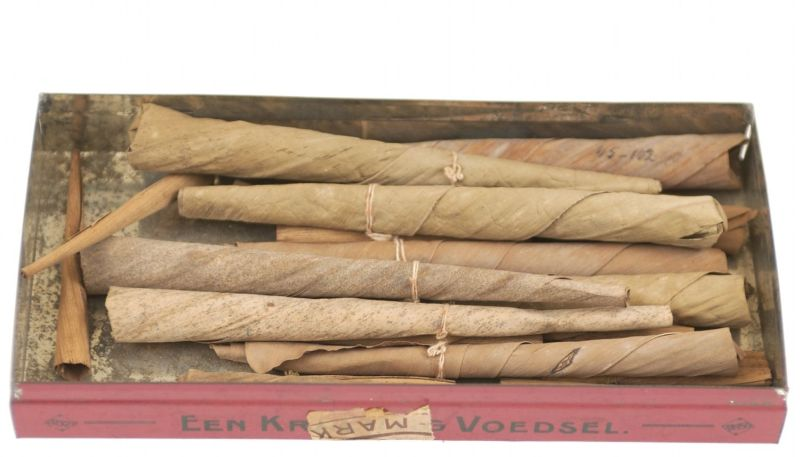
1910年代のクレテックは天然樹脂、ナツメグ、クミン、クローブ、タバコをバナナの葉で包んでいた

さらにニティセミトはアボンシステム(abon system)という生産システムを開発し、十分な資本が無い起業家にも機会を提供した。このシステムでは”アボンと呼ばれる従業員”が製造した商品を企業に納入する出来高制であるが、その企業はアボンに必要な生産材料を供給する責任を負うというものである。しかしその後多くの生産業者は品質水準を維持するために、労働者を自社工場で雇用することを選んだ。現在ではアボンシステムを採用しているクレテック製造業者は数社のみである。
1960年から1970年の間、クレテックは「白タバコ」に代わる国の象徴となっていった。1980年代中頃には多くの商品が手作業から機械生産に取って代わるようになり、インドネシアにおける最大級の収益源の1つとして大小500工場あるクレテック産業は現在では約1000万人の雇用を創出している。
2009年よりアメリカ合衆国でのクレテック紙巻きタバコの販売が禁止されている。これに対しては、オリジナルのクレテックとサイズや形やフィルター、オリジナルのタバコ葉とクローブのブレンドが同じ葉巻きたばこが販売されている。

## 構造と成分
タバコ葉の品質と種類はクレテック生産の中で重要な役割を果たしている。1銘柄で30種類以上のタバコ葉が使われブレンドされている。粗挽きしたクローブの乾燥蕾がタバコ葉ブレンドの約1/3の計量で加えられる。多くの商品には機械生産や手作りの最終工程で紙巻きたばこの切り口に甘味料が噴霧されている。

## 健康への影響
ヨーロッパ、南アフリカ共和国、南アメリカ各国で売られているジャルム・ブラックには10–12mgのタールと1mgのニコチンが入っていることがパッケージに記載されている。このタールとニコチンの水準は他の通常もしくはフルフレーバーのタバコの大半に匹敵するが、インドネシア仕様のジャルム・ブラックの方が入っているタールとニコチンの量は著しく高くそれぞれ25mg、1.6mgとなっている。カナダ仕様のジャルム・ブラックはタールが44.2–86 mg、ニコチンが1.73–3.24 mgと記載されており他のほとんどのタバコと比べてかなりの量である。
喫煙者10人の静脈内で検出される血漿中ニコチンと一酸化炭素の水準がクレテック喫煙後に計測されたが、マールボロのようなクローブの入っていないタバコの場合と変わりが無いと言う結果だった。
ラットに短期間でありきたりな紙巻きたばことクレテックを等しく吸引させると、クレテックはありきたりなタバコと比べてラットに悪影響は出なかった。この実験は14日間繰り返されたが、クレテックは通常のタバコと比べて悪影響は出なかったとされる。
クローブの煙から生じるオイゲノールは咽頭反射を減らす喉のしびれの原因になり、主要な研究者は気道感染に注意するように呼びかけている。また咽頭反射の減少は嚥下肺炎の原因の一つになることがあるという。

## 米国での禁止措置と考察
アメリカ合衆国において紙巻きたばこは2009年に米国上院でタバコ葉やメントール以外の特定の成分から生じる特定のフレーバーが入ったタバコの販売を禁止する法案が提出されるなど法的規制や政治議論の主題になっている。
アメリカ疾病予防管理センターによる調査でクレテックは未成年者喫煙の割合で比較的小さく、高校生間では減少していることが分かった。この法案への批判として、米国内の大手タバコ会社で普通のやメントールのタバコしか生産していないフィリップモリスがこの法案を支持していることで企業を競争から守るための法案でしかないということである。
ユタ州、ニューメキシコ州、メリーランド州などいくつかの米国州ではクレテック販売禁止法が可決された。
2005年3月14日、フィリップモリスインターナショナルはインドネシアのタバコ会社であるPT・HM・サンポルナを主要株主から40%の株を取得して買収することを発表した。
2009年、米国議会に提出され、バラク・オバマ米国大統領が署名して成立した家族喫煙予防とタバコ規制法によってアメリカ食品医薬品局(FDA)に煙草を規制する権限が強化され、規定の1つしてクレテックを含むメントール以外の香りを付けた紙巻きタバコの販売が禁止が盛り込まれた。同年9月22日時点でアメリカ合衆国でクローブタバコは販売も配布も法的に不可能であり、海外でタバコを買っても米国税関で押収されてしまう。
2010年4月12日、インドネシアは世界貿易機関（WTO）に米国によるクレテック紙巻たばこ販売の禁止に関してメントールタバコが新しい規制の対象外になっているため不当な差別であるという内容の正式訴状を提出した。国際貿易を担当する貿易省局長のガスマルディ・バスタミは、インドネシア政府は米国による貿易協定（1994年の関税及び貿易に関する一般協定(GATT)、貿易の技術的障害に関する協定（TBT）の強制規格、任意規格及び適合性評価手続、衛生植物検疫措置の適用に関する協定（SPS）における違反の調査をWTO委員団に申し入れたと発表した。TBT合意にはクローブタバコとメントールタバコは「類似製品」と定義されているという特別な重要性がある。差別に対する批判はクレテックの99%は米国以外の国々（主にインドネシア）から輸入されていて、メントールタバコはほぼ全て米国のタバコ会社が生産しているという主張で強化された。インドネシアの主張は米国における若いクレテック喫煙者と若いメントール喫煙者のとの比較でさらに強化されていった。米国の健康に関する報告書によれば、米国において若者喫煙者の43%がメントール喫煙者で総喫煙者数の25%近くに上っているとしている。若者喫煙者はクレテックに慣れているが、米国におけるタバコ消費量の1%未満で、タバコ販売本数も1%に満たないとされている。2012年4月4日、WTOはインドネシアに有利な判決が下されたが米国法への影響は不透明である。

## 国際的な販売
インドネシアは世界一のクローブタバコ生産国で年5億ドル相当の製品が輸出されている。アメリカ合衆国に代わるクレテックタバコの国際的な販売先はオランダ、ドイツ、フランス、オーストラリア、ブラジル、バヌアツなどである。欧州のみより小さいパッケージでより薄いタバコが販売されており欧州連合が定めるニコチンとタールの最大量を順守している。南アフリカ共和国でもより小さい10本入りパッケージ（5本2列）でタール10-12mg、ニコチン1-1.2mgとして売られている。
日本のクレテック消費量は世界第5位である。2017年8月4日、日本たばこ産業は、インドネシアにおいてクレテックたばこ事業6位のPT. KaryadibyaMahardhikaと、同社製品流通・販売のPT. Surya Mustika Nusantaraの全株式を取得し、日本での商品展開を行っている。

## 関連文献
- Smoke: a global history of smoking (2004) edited by Sander L. Gilman and Zhou Xun, Reaktion ISBN 1-86189-200-4
- Hanusz, Mark (2000) Kretek: The Culture and Heritage of Indonesia's Clove Cigarettes, Equinox Publishing ISBN 979-95898-0-0